# 北走新選組
『北走新選組』（ほくそうしんせんぐみ）は、菅野文による新撰組を題材にした漫画作品「碧に還る」「散る緋」「殉白」3作の総称。単行本もこの名で発行されている。
大政奉還を是としない旧幕府の強硬派の中に、かつて京で名を馳せた新撰組の姿があった。戦い続ける彼らは北へと転戦し、やがて蝦夷地函館へ至る…。義を信じ、義に殉じた新撰組隊士達の姿を描いている。

## あらすじ

### 碧に還る
『別冊花とゆめ』2003年7月号掲載。
隊士野村利三郎は、自らの理想の武士の姿と、内部抗争と粛清の嵐という組の実情に絶望し、組を抜け、懇意にしていた島原の遊女と一緒になろうと決意。しかし、女に裏切られ借金だけが残る。どうせ隊規違反で切腹なら、と潔くその場で腹を切ろうとしたところ、土方歳三の計らいで命を取り留める。
以来、土方に傾倒し、闘いの中で土方に「真の武士」の姿を見出す。近藤勇の死後も、土方がいれば新選組は生き続けると信じ、戦い続ける･･･。

### 散る緋
『別冊花とゆめ』2004年5月号掲載。
新選組最後の隊長・相馬主計。

### 殉白
『別冊花とゆめ』2004年7月号掲載。
土方歳三を主役とし、大鳥圭介とのからみを描く。

## 書誌情報
- 菅野文 『北走新選組』 白泉社〈花とゆめコミックス〉、2004年9月17日発売、ISBN 4-592-18810-1